# Фридрих Грайфенклау цу Фолрадс
Фридрих Грайфенклау цу Фолрадс (на немски: Friedrich Greiffenclau zu Vollrads; † 12 май 1529) е благородник от стария благороднически род Грайфенклау-Фолрадс в Рейнгау в днешен Хесен и губернатор на Фалай на Рейн.

## Произход
Той е син на Йохан фон Грайфенклау цу Фолрадс († 1485/1488), губернатор на Фалай на Рейн, вицедом на Рейнгау в Курфюрство Майнц, и Клара фон Ратзамхаузен († 1515). Потомък е на Хайнрих фон Винкел, наричан Грайфенклау († сл. 1227), който е син на Ембрихо фон Винкел († сл. 1167) и внук на Хайнрих фон Винкел († сл. 1140). Брат е на Рихард фон Грайфенклау цу Фолрадс (1467 – 1531), архиепископ и курфюрст на Трир (1511 – 1531) и на Ханс Грайфенклау фон Фолрадс († 1502). Роднина е на Георг Фридрих фон Грайфенклау цу Фолрадс (1573 – 1629), княжески епископ на Вормс (1616 – 1629) и курфюрст-архиепископ на Курфюрство Майнц (1626 – 1629) и ерцканцлер на Свещената Римска империя, и на фрайхер Вилдерих фон Валдердорф (1617 – 1680), княжески архиепископ на Виена (1669 – 1680).
Фамилията Грайфенклау е една от най-старите фамилии в Европа, служи като „министериали“ при Карл Велики. Фамилията е прочута с нейните лозя и правене на вино. От 1320 до 1997 г. дворецът Фолрадс е главната резиденция на фамилията. През 1664 г. фамилията е издигната на имперски фрайхер и от 1674 г. има титлата наследствен трусес на Курфюрство Майнц.
Фридрих Грайфенклау цу Фолрадс умира на 12 май 1529 г. и е погребан във Винкел (днес част от Оещрих-Винкел) в Рейнгау.

## Фамилия
Фридрих Грайфенклау-Фолрадс се жени на 24 август 1503 г. за Анна Бухес фон Щаден († 4/11 септември 1554), дъщеря на Конрад Бухес фон Щаден († 1490/1503) и Юта фон Урзел. Те имат десет деца:
- Рихард Грайфенклау фон Фолрадс († 1 януари 1558), женен за Анна фон Шьонбург/ Шьоненберг († сл. 7 юни 1571)
- Енгел Грайфенклау фон Фолрадс († пр. 1534)

- Йохан Грайфенклау фон Фолрадс († сл. 1527)
- Маргарета Грайфенклау фон Фолрадс († сл. 1560), омъжена от 1524 г. за Енгелбрехт II фон Щайн цу Насау († 4 декември 1537)
- Валбурга Грайфенклау фон Фолрадс († 12 февруари 1563), омъжена за Хайнрих Брьомзер фон Рюдесхайм († 12 февруари 1563/1564)
- Фелицитас Грайфенклау фон Фолрадс († 1556), омъжена за Енгелхард фон Роденщайн († 19 март 1568)
- Клара (Анна) Грайфенклау фон Фолрадс, омъжена за Андреас фон Брамбах
- Дингинета Грайфенклау фон Фолрадс († пр. 1534)
- Анна Грайфенклау фон Фолрадс
- Кристина Грайфенклау фон Фолрадс († сл. 1531)